# Herb powiatu tatrzańskiego
Herb powiatu tatrzańskiego – jeden z symboli powiatu tatrzańskiego, ustanowiony 10 maja 1999.

## Wygląd i symbolika
Herb przedstawia na tarczy w polu błękitnym na tle góry Giewont figurę Matki Boskiej Jaworzyńskiej (z Wiktorówek), na góralskiej parzenicy.